# Tesomonoda derufata
Tesomonoda derufata là một loài bướm đêm trong họ Noctuidae.